# Peter Bieri
Peter Bieri (* 23. Juni 1944 in Bern; † 27. Juni 2023 in Berlin) war ein Schweizer Philosoph mit Beiträgen insbesondere zur Analytischen Philosophie, Erkenntnistheorie und Ethik. Sein Buch zur Freiheit des Willens erreichte auch eine sehr grosse nichtfachliche Leserschaft. Ab 1995 wurde er unter dem Pseudonym Pascal Mercier vor allem als Autor von fünf literarischen Werken bekannt. Besonders erfolgreich war der Roman Nachtzug nach Lissabon.

## Leben
Bieri beschreibt seine Kindheit und Jugend als typisch für das Aufwachsen in einer konventionellen, kleinbürgerlichen Schweizer Familie in einem Berner Vorort. Seinen späten Übergang zum Schriftsteller führte er auf «liegengebliebene» Themen aus Kindheit und Jugend zurück. Als für ihn prägend beschreibt er in der Kindheit das Lesen von «alle[n] .. Bände[n] Karl May» im abgedunkelten kleinen Zimmer und in der Adoleszenz die schwarz-weissen französischen Filme der 1960er Jahre mit z. B. Jeanne Moreau, Jean Gabin, Brigitte Bardot und Alain Delon im dunklen Kino. Die dunklen Umgebungen transportierten ihn in Traum- und Fantasiewelten; Romane interessierten ihn mehr als die Wirklichkeit.
Die Matura legte er am Berner Gymnasium Kirchenfeld ab, wo er auch Latein, Griechisch und Hebräisch lernte. Anschliessend begann er ein Studium der Altphilologie an der Universität Bern, das er aber abbrach, weil er wegen einer Liebesbeziehung nach London zog. An der Ruprecht-Karls-Universität Heidelberg studierte er schliesslich Philosophie, Anglistik und Indologie. Er war unter anderem Schüler von Dieter Henrich, Gerhard Knauss und Ernst Tugendhat.
1971 wurde er mit einer Dissertation zur Philosophie der Zeit des englischen Philosophen John McTaggart Ellis McTaggart promoviert, die 1972 unter dem Titel Zeit und Zeiterfahrung. Exposition eines Problembereichs bei Suhrkamp erschien. Es folgten Forschungsaufenthalte an der University of California, Berkeley, der Harvard University, dem Wissenschaftskolleg Berlin und dem Van Leer Institut in Jerusalem. 1981 habilitierte er sich; die Habilitationsschrift blieb unpubliziert. Als Professor für Philosophie lehrte und forschte Bieri an der Universität Bielefeld (1981–1983), der Ruprecht-Karls-Universität Heidelberg (1983–1990), der Philipps-Universität Marburg (1990–1993) und der Freien Universität Berlin (1993–2007). Unter den zahlreichen Schülern Bieris finden sich Oliver R. Scholz, Martin Eimer, Markus Werning und Godehard Brüntrup.
Am Zentrum für interdisziplinäre Forschung (ZiF) an der Universität Bielefeld leitete er zusammen mit Eckart Scheerer die Forschungsgruppe Mind and Brain. Perspectives in Theoretical Psychology and the Philosophy of Mind (1986–1990), mit der sie ein disziplinübergreifendes Gespräch zwischen Neurobiologen, Psychologen und Philosophen initiierten. In diese Zeit fiel auch die Gründung des DFG-Schwerpunktprogramms (SPP) Kognition und Gehirn zu diesem Thema. Die Koordinatoren des SPP (1987–1994) waren die Mitglieder der Forschungsgruppe Ansgar Beckermann (Philosoph), Wolfgang Prinz (Psychologe) und Gerhard Roth.
Seine akademischen Erfahrungen aus dem Wissenschaftsbetrieb, z. B. auch solche aus der Mind and Brain-Forschungsgruppe am ZiF, «verarbeitete» Bieri unter dem Pseudonym Pascal Mercier (zusammengesetzt aus den Nachnamen des französischen Philosophen Blaise Pascal und des Schriftstellers Louis-Sébastien Mercier) in seinem 1995 erschienenen ersten Roman Perlmanns Schweigen. Es folgten noch vier weitere (siehe Literarische Werke).
2007 beendete Bieri seine Tätigkeit als Hochschullehrer. Er kritisierte den von Drittmitteln dominierten Universitätsbetrieb und das Wissenschaftsmanagement als «Diktatur der Geschäftigkeit». Nach dem Bologna-Prozess zur europaweiten Vereinheitlichung der Studiengänge wollte er als Professor kein «Vollzugsbeamter der Module» sein.
Bücher lesen und schreiben, Reisen machen und Sprachen lernen blieben Bieris Leidenschaft bis ins Alter. Er war mit der Malerin Heike Bieri-Quentin verheiratet, mit der er in Berlin lebte. Dort starb er am 27. Juni 2023 im Alter von 79 Jahren.

## Philosophisches Werk
Die Schwerpunkte seiner Forschung waren insbesondere auf den Gebieten der Analytischen Philosophie, Erkenntnistheorie und Ethik (Moralphilosophie).

### Analytische Philosophie
Bieri war Herausgeber von zwei Werken auf dem Gebiet der analytischen Philosophie: Analytische Philosophie des Geistes (1981; 2007 in 4. Auflage) und Analytische Philosophie der Erkenntnis (1987; 1994 in 3. Auflage), für die er grundlegende thematische Einführungen verfasste.
In seinem Aufsatz Was bleibt von der analytischen Philosophie? (2007) unterscheidet Bieri zwischen zwei Geschichten der analytischen Philosophie, die er an ihrem Verständnis des Begriffes Klarheit festmacht. Die erste – in der Tradition von Gottlob Frege, dem frühen Ludwig Wittgenstein und Willard Quine – zielt auf formale Exaktheit und logische Analyse der Argumentation; die zweite – in der Tradition von Ludwig Wittgenstein (spät), Gilbert Ryle und Norman Malcolm – betont kontextuelle Genauigkeit und Übersichtlichkeit der Argumentation. Daraus entsteht eine Spannung zwischen formaler Kompetenz in der Exaktheit der logischen Schlüsse, die aber wenig bei der Beantwortung existenzialistischer Fragen (z. B. Tod, Schuld, Sinn des Lebens) hilft, und einer Argumentationsstruktur, die Beispielanalysen, Gedankenexperimente und Perspektivenwechsel verwendet und für die Bieri Phantasie als übergeordneten Begriff vorschlägt. Die formale Analyse, wenn sie nicht zum Selbstzweck verwendet wird, spielt eine wichtige Rolle. Bieri (S. 344): «Eigentlich ist ja ganz klar, was zu tun ist: Als gebildete Menschen, die mit der Geistesgeschichte auf ganz selbstverständliche Weise vertraut sind, lassen wir uns auf die neuesten Gedanken zu den Fragen ein, die uns interessieren, gleichgültig, in welcher Sprache sie daherkommen. ... [D]iese Beobachtung lässt in uns keinen Antagonismus entstehen zwischen zwei Bewegungen oder Lagern. Historisch informiert suchen wir die beste Orientierung im Denken, die wir bekommen können. Dann machen wir Philosophie. ... Einfach Philosophie.»

### Erkenntnistheorie
In dem Aufsatz «Was macht das Bewußtsein zu einem Rätsel?» argumentiert Bieri (1992) gegen die Idee, dass die Neurowissenschaften das Phänomen Bewusstsein erklärt hätten. Auch wenn wir immer mehr über die neuronalen Korrelate von Bewusstsein erfahren, so wissen wir dennoch nicht, warum diese Prozesse von Bewusstsein begleitet sind. Bieris Argumentation ähnelt hier der von Thomas Nagel, Joseph Levine und David Chalmers. Siehe dazu: Bieri-Trilemma.
Die Monographie Handwerk der Freiheit (2001) öffnete einem sehr breiten Leserkreis einen Zugang zum Problem der Willensfreiheit. Unter der Annahme, dass Messungen von Gehirnaktivität unsere Entscheidungen perfekt vorhersagen könnten, entsteht die paradoxe Situation, dass man sich einerseits als frei erlebt, sich aber andererseits auch als durch nicht bewusste Gehirnprozesse bestimmt oder determiniert beschreiben kann. Bieri liefert dazu eine begriffliche Klärung des Freiheitsbegriffs: «Nehmen wir an, Sie hätten einen [unbedingten] freien Willen. Es wäre ein Wille, der von nichts abhinge: ein vollständig losgelöster, von allen ursächlichen Zusammenhängen freier Wille. Ein solcher Wille wäre ein aberwitziger, abstruser Wille. Seine Losgelöstheit nämlich würde bedeuten, dass er unabhängig wäre von ihrem Körper, ihrem Charakter, ihren Gedanken und Empfindungen, ihren Phantasien und Erinnerungen. Es wäre, mit anderen Worten, ein Wille ohne Zusammenhang mit all dem, was Sie zu einer bestimmten Person macht. In einem substantiellen Sinn des Wortes wäre er deshalb gar nicht Ihr Wille» (Kap. 7, S. 230). An zahlreichen Beispielen aus Literatur und Psychopathologie illustriert Bieri, dass Freiheit und Determinismus nicht antonym sind. Das Gegenteil von Freiheit sei Unfreiheit oder Zwang, das Gegenteil von Determinismus Indeterminismus.
2004 veröffentlichten elf führende Neurowissenschaftler Das Manifest zur Gegenwart und Zukunft der Hirnforschung, das eine jahrelange heftige und oft auch hitzige interdiziplinäre Kontroverse u. a. auch wieder zur Frage der Willensfreiheit und der sich daraus ergebenden Verantwortung für unsere Handlungen auslöste. Bieri beteiligte sich mit Bezug auf seine oben skizzierten Positionen mehrfach an der öffentlichen Diskussion.

### Ethik (Moralphilosophie)
Seine Einsichten zur Freiheit des Willens liefern Bieri die Vorlage für seine Beiträge zur Moralphilosophie, die in den zwei Monographien Wie wollen wir leben? (2011) und eine Eine Art zu leben: Über die Vielfalt menschlicher Würde (2013) dokumentiert sind.
Im ersten Buch, eine Sammlung von Essays, die aus drei Vorlesungen hervorgingen, beschäftigt sich Bieri vor allem mit Fragen der Selbsterkenntnis und Selbstbestimmung und des sich daraus ergebenden Selbstbildes. «Was unterscheidet Einfluss, den wir als Manipulation empfinden, von Einfluss, der die Selbstbestimmung nicht bedroht, sondern fördert? Ich halte das für die tiefste und schwierigste politische Frage, die man aufwerfen kann.» Empfänglichkeit gegenüber Manipulation sieht Bieri als die grösste Bedrohung für die Selbstbestimmung und damit letztlich auch die Würde des Menschen.
Die Essays dienten als Vorstudien für Eine Art zu leben. In diesem Buch wird nun der Begriff der Menschenwürde in seiner Vielfalt und Widersprüchlichkeit beleuchtet. Bieri unterscheidet drei Dimensionen: 1. «[W]ie ich von anderen Menschen behandelt werde», 2. «wie ein Individuum die Mitmenschen, mit denen es zusammenlebt, behandelt und welche Einstellung es zu ihnen hat» und (3.) «wie ein Subjekt zu sich selbst steht». Ohne Anspruch auf endgültige Antworten lässt sich zusammenfassend mit einer von durchgängig positiven Rezensionen sagen: «Menschenwürde beinhaltet ... nicht nur einen verpflichtenden Anspruch gegen sich selbst, sondern gebietet Toleranz denen gegenüber, die ihren Würdeanspruch anders realisieren.» Für eine vertiefende Lektüre sei auf die Wikipedia-Seite des Buches verwiesen.

## Literarisches Werk
Unter dem Pseudonym Pascal Mercier veröffentlichte Bieri die vier Romane Perlmanns Schweigen (1995), Der Klavierstimmer (1998), Nachtzug nach Lissabon (2004; 2013 verfilmt) und Das Gewicht der Worte (2020) sowie die Novelle Lea (2007). Die Rezensionen der ersten zwei Romane waren meistens überschwängliche Lobeshymnen mit Verweis auf ihren grossen psychologischen Gehalt, während die letzten Werke vor allem von der professionellen Literaturkritik mit Verweis auf geringen literarischen Gehalt zunehmend harscher bewertet wurden.

### Perlmanns Schweigen
Der zentrale Ort der Handlung in Perlmanns Schweigen (1995) ist ein Hotel an der ligurischen Küste, in das der Sprachwissenschaftler Perlmann eine interdisziplinäre Gruppe von sieben Kollegen und Kolleginnen zu einem von einem Konzern finanzierten Forschungsaufenthalt eingeladen hat. Das Thema des Romans sind nach Bieri zwei «Todsünden der akademischen Welt... Erstens einer hat nichts zu sagen und zweitens er schreibt ab.»
Die Rezensionen des Romans waren durchgängig sehr positiv. Zwei Beispiele:
- «Perlmanns Schweigen ist ein selbstreflexiver, philosophisch-analytischer Kriminal- und Abenteuerroman in bester artistischer Tradition. In der perspektivischen Erzähltechnik nicht neu, aber ohne postmodernes Klittern hervorragend gearbeitet und sprachlich von kristalliner Eleganz...Das Neue darin ist ..., daß das sonderbare Bewußtsein eines Vertreters einer mäßig privilegierten, aber einflußlosen[,]... möglicherweise zum Untergang verurteilten Kaste, als Spiegel der Krisensymptome ausgangs des zwanzigsten Jahrhunderts geschildert wird. ...Der immense Aufwand an Wissen und Reflexion dringt immer wieder zu präziser Beobachtung auch des Alltäglichen durch.»[22]

- «[Bieris] wechselhafte Karriere als Wissenschaftler (Philosophie, Psychologie, Erkenntnistheorie)..., die er aus eigener Entscheidung vorzeitig beendete,... ist wichtig für das Verständnis des Romans, der nicht nur als herausragender psychologischer Roman gilt, sondern auch den Wissenschaftsbetrieb durchleuchtet und die hier wirksamen Mechanismen hinterfragt.»[23]

Bieri dachte, mit der öffentlichen Thematisierung von Angst und Versuchung, die alle Wissenschaftler kennen und die meisten auch verspüren, aber nicht zugeben, zwei Tabus zu brechen, und befürchtete «scheele Blicke» bis hin zur «Ächtung» durch die akademische Welt. Das Pseudonym war als Schutz vor Ablehnung gedacht. Selbstironisch meinte Bieri dazu auch, der französisch klingende Name verleihe ihm eine Eleganz, die «Peter Bieri» fehle. Er lüftete sein Pseudonym anlässlich des Erscheinens seines zweiten Romans drei Jahre später.

### Der Klavierstimmer
Die existenzialistischen Fragen und die therapeutische Wirkung des Schreibens, denen sich Bieri mit Der Klavierstimmer (1998) zuwendet, erschliessen sich aus dem Klappentext: «Ein berühmter italienischer Tenor wird während der Aufführung von Puccinis Tosca auf offener Bühne erschossen. Die Kinder des Täters, die Zwillinge Patrice und Patricia, reisen nach Berlin, um zu verstehen, wie es zu dieser Tat kommen konnte. Schicht für Schicht legen sie die Beweggründe frei, die ihren Vater, einen legendären Klavierstimmer und glücklosen Opernkomponisten, zur Waffe greifen ließen. Jahre zuvor waren sie vor ihrer inzestuösen Liebe in verschiedene Hemisphären geflohen. Ihr Wiedersehen und die zunächst unbegreifliche Tat des Vaters führen dazu, daß sie ihre Sprachlosigkeit beenden und aufschreiben, wie sie ihre einstige Intimität erlebt haben. Ein befreiender Prozess des Erinnerns beginnt.»
Die Rezensionen diese Romans waren ebenfalls durchgängig sehr positiv. Auch hierfür ein Beispiel: «Das Buch ist klug, denn es weiß um seine Selbstbedienung an der Weltliteratur; Bildungsbürgerlichkeit teilen die Figuren mit ihrem Autor. Zu trotzig fordert der Vater dem Leben Gerechtigkeit ab, als daß er die Wahl seines letzten Opernstoffes, Kleists Michael Kohlhaas, dem Zufall zuschieben könnte. Zu theatralisch ist das mörderische Finale mit dem Schuß von der Loge, als daß der Leser sich nicht auf dem philosophischen Trampelpfad durch Schein und Sein wähnte.» Diese Rezension deutet aber auch schon eine Kritik an, die für spätere Werke sehr viel weniger freundlich formuliert werden wird: «Mehrfach fällt im Text das Wort vom "melodramatischen Kitsch", wenn das Leben sich verantwortungsmüde der Oper unterwirft. Mercier-Bieri wagt diesen ernüchternden Hieb nur, um der Schönheit seiner Sätze nicht selbst zu verfallen. Kitsch ist das Menetekel, welches auf der Kulissenwand allzu großer Gefühle aufleuchtet. Der Autor hat es gleich seinen Figuren dort lesen können. Indem er davon erzählen kann, entledigt er sich seiner. Zur Souveränität dieses Buches gehört, die latente Unterstellung von Kitsch vorweggenommen zu haben.»

### Nachtzug nach Lissabon
Nachtzug nach Lissabon (2004) ist Bieris mit Abstand erfolgreichster Roman. Für Inhalt, Rezensionen und Verfilmung sei auf die Wikipedia-Seiten des Buches bzw. Filmes verwiesen. Auch in diesem Roman nutzt der analytische Philosoph Bieri die «kreative Phantasie» des Romanciers Pascal Mercier, die Grenzen menschlicher Erfahrung verständlich zu machen. Die Rezensionen waren gemischt. Zwei Beispiele:
- «Pascal Mercier alias Peter Bieri hat einen Roman geschrieben, der zu den aufregendsten seit Jahren gehört. Er ist wunderbar leichtfüßig geschrieben, behandelt die großen «ewigen» Themen der Menschheit wie die Freiheit des Willens ..., oder auch die Frage nach der Möglichkeit, sich selbst zu erkennen. Er fragt nach den Grenzen der Selbst- und Fremderkenntnis, nach ihrem Gelingen und nach ihrem Scheitern. Es ist eine Art philosophische Prosa, wenn man das so nennen will, oder auch: ein Roman als Philosophie. Zwei Bücher also in einem.»[26]
- «Kann ein Dichter ein Heiliger sein? Bei Kafka und bei Nietzsche hat es den Versuch gegeben, das literarische Werk, als spräche es nicht genug für sich selbst, durch die Hagiographie des Autors zu überhöhen. Das Resultat, wie nicht anders möglich, hat weitgehend in Kitsch bestanden. [...] Pascal Mercier setzt dennoch alles daran, einen literarischen Heiligen zu erschaffen. [...] Den Heiligen hat er erfunden, um unter dem Vorwand, nach ihm zu suchen, es selbst zu sein - denn wen hätten die nach Art eines Gebets inbrünstig improvisierten Stücke, die Amadeu achtlos hinter sich zurückließ, wo er ging und stand, zu ihrem konzentriert kalkulierenden Urheber als Mercier selber? Das Wagnis verblüfft. Aber zuletzt verstimmt die umwegige Unbescheidenheit, die den behaupteten außergewöhnlichen Menschen mit einem Trick dem eigenen Autoren-Ich gutschreiben will.»[27]

### Lea
In seiner Novelle Lea (2007) antizipiert Bieri Fragen zu Selbstbestimmung und ihre Folgen für menschliche Würde, mit denen er sich später in einer Eine Art zu leben moralphilosophisch auseinandersetzt. Protagonisten sind der Biokybernetiker Martijn van Vliet und seine Tochter Lea, die den Verlust ihrer an Leukämie verstorbenen Mutter nicht verwunden hat. Die zufällige Entdeckung von Leas musikalischem Genie öffnet ihr einen Weg in die Gesellschaft als weltberühmte Violinistin, keinen Weg zu einer tragfähigen Beziehung zu ihrem Vater. Leas auf Grund von Schuldgefühlen vorbehaltlose Förderung durch den Vater und seine Erwartung, dadurch die Zuneigung Leas zu gewinnen, aber scheitern grandios. Und auch für Lea hätte man sich ein anderes Ende gewünscht.   
- Positive Rezension. «[Mercier] verbindet poetische Evokationen mit kühlen Reflexionen, psychologische Raffinesse mit einer eindringlichen, bildhaften Sprache, die zusammen die Grundlage für eine genaue Beschreibung der Wirkung und Entwicklung von Eindrücken, Ereignissen und Begegnungen bilden, die in der deutschsprachigen Gegenwartsliteratur ihresgleichen sucht.»[28]

- Negative Rezension. «Lea ist ein Schmachtfetzen erster Güte, auf kostbar getrimmt von der altarmenischen Grabinschrift des Mottos bis zu den Chintz-Orgien Leas. Mercier zitiert Dichter wie Auden und Whitman, tapeziert seine Provence mit Van-Gogh-Bildern und französischen Autorenfilmen; Lea hat er nach dem Ebenbild von Emmanuelle Béart in Ein Herz im Winter gemalt.»[29]

- Neutrale Rezension. «Bleibt nur, diesem Roman ganz viele Leser zu wünschen, die nicht verstehen wollen, warum kritische Miesmacher hier von Kitsch reden. Dann klingelt die Kasse und der Hanser-Verleger Michael Krüger, der ein großer Querfinanzierer ist, kann weiterhin viele von den richtig guten Büchern machen, die eben leider meistens mehr kosten, als sie einbringen.»[30]

### Das Gewicht der Worte
Wie gehen wir mit der existenziellen Diagnose eines bösartigen Gehirntumors um? Und wie elf Wochen später damit, dass es sich um eine Fehldiagnose gehandelt hat? In Bieris Das Gewicht der Worte (2020) veranlasst die Nachricht von der Diagnose den Übersetzer Simon Leyland zum Verkauf seines Triester Verlags, die Nachricht von der Fehldiagnose zu einer Lebensbilanz, einer Neuorientierung des Lebens und der Entdeckung einer Berufung zum Schriftsteller.  
Die professionelle Literaturkritik war sich weitgehend einig in der negativen Bewertung des Romans. Die «umständliche Biederkeit» und daraus resultierende «monumentale Langeweile» der Romane Bieris sei zugleich «auf einen erhöhten Bedarf an Behaglichkeit, Beruhigung, Selbstberuhigung» in seiner Leserschaft «abgestellt». Oder: «Merciers Roman liest sich leider oftmals wie holprig übersetzt. Wäre das ein Stilmittel für die Redeweise einer Figur, es wäre kunstvoll. Dagegen spricht, dass Mercier neben seine Erzählerstimme lauter Briefe von Simon Leyland und anderen in Kursivschrift stellt, die alle in demselben Duktus verfasst sind und alles erklären wie für Idioten. Zuerst wird aus Leylands Perspektive sein Zustand geschildert, und dann, als ob die Leser es nicht kapiert hätten, folgt eine ähnliche Schilderung in einem Brief, den Leyland an seine tote Frau schreibt. Zudem ist der Autor ziemlich fantasielos, was Wörter angeht.»
Aber auch für diesen Roman lassen sich wertschätzende Worte finden: «Vorsichtig, behutsam lässt Pascal Mercier seinen Protagonisten sein literarisches Potential entdecken. ... Nicht weniger präzise ist die Erzählstimme des Autors, die mit viel Einfühlsamkeit die verschiedenen Phasen der Aufarbeitung begleitet, ... Beides macht Das Gewicht der Worte zu einem hochgradig reflektierten Roman, der nicht nur die Geschichte eines erwachenden Autors, sondern eines sich völlig neu erfindenden Menschen erzählt.»

## Auszeichnungen
- 2006 Marie Luise Kaschnitz-Preis
- 2006 Lichtenberg-Medaille der Akademie der Wissenschaften zu Göttingen
- 2007 Premio Grinzane Cavour für Nachtzug nach Lissabon
- 2008 Poetik Dozentur der Universität Heidelberg[34]
- 2010 Ehrendoktorat der Universität Luzern in Würdigung des Beitrags zur Profilierung zentraler Bereiche der analytischen Philosophie sowie seines literarischen Œuvres
- 2014 Tractatus-Preis (für Eine Art zu leben)

## Publikationen

### Als Philosoph

#### Monographien
- Zeit und Zeiterfahrung. Exposition eines Problembereichs. Dissertation Heidelberg 1971. Suhrkamp, Frankfurt am Main 1972, ISBN 3-518-07358-3.
- Das Handwerk der Freiheit. Über die Entdeckung des eigenen Willens. Hanser, München 2001, ISBN 3-596-15647-5.
- Wie wollen wir leben? Residenz, St. Pölten 2011, ISBN 978-3-7017-1563-3.
- Eine Erzählung schreiben und verstehen (Jacob Burckhardt-Gespräche auf Castelen). Hörbuch, Komplett-Media, München 2013, ISBN 978-3-8312-6483-4.
- Eine Art zu leben: Über die Vielfalt menschlicher Würde. Hanser, München 2013, ISBN 978-3-446-24349-1.
- Wie wäre es, gebildet zu sein? Komplett-Media, München, 2017, ISBN 978-3-8312-0462-5

#### Herausgeberschaften
- Analytische Philosophie des Geistes. Hain, Königstein/Ts. 1981 (2., verb. Auflage, Athenäum Hain Hanstein, Bodenheim 1993, ISBN 3-8257-3006-9; 3., unveränd. Auflage, Beltz/Athenäum, Weinheim 1997, ISBN 3-89547-117-8; 4., neu ausgestattete Auflage, Beltz, Weinheim/Basel 2007, ISBN 978-3-407-32081-0).
- Analytische Philosophie der Erkenntnis (= Philosophie. Band 13). Athenäum, Frankfurt am Main 1987, ISBN 3-610-09206-8 (3. Auflage,  Beltz/Athenäum, Weinheim 1994, ISBN 3-89547-005-8).

#### Aufsätze (Auswahl)
- Philosophische Psychologie. Überlegungen zur Begriffsbildung. In: Neue Hefte für Philosophie. 11 (1977), ISSN 0085-3917, S. 26–81.
- Nominalismus und innere Erfahrung. In: Zeitschrift für philosophische Forschung. 36 (1982), S. 3–24.
- Sein und Aussehen von Gegenständen. Sind die Dinge farbig? In: Zeitschrift für philosophische Forschung. 36 (1982), S. 531–552.
- Evolution, Erkenntnis und Kognition. Zweifel an der evolutionären Erkenntnistheorie. In: Wilhelm Lütterfelds (Hrsg.): Transzendentale oder evolutionäre Erkenntnistheorie? Wissenschaftliche Buchgesellschaft, Darmstadt 1987, ISBN 3-534-03212-8, S. 117–147.
- Intentionale Systeme: Überlegungen zu Daniel Dennetts Theorie des Geistes. In: Jochen Brandtstädter (Hrsg.): Struktur und Erfahrung in der psychologischen Forschung. de Gruyter, Berlin/New York 1987, ISBN 3-11-010501-2, S. 208–252.
- Schmerz: Eine Fallstudie zum Leib-Seele-Problem. In: Ernst Pöppel (Hrsg.): Gehirn und Bewußtsein. VCH Verlagsgesellschaft, Weinheim 1989, ISBN 3-527-27901-6, S. 125–134.
- Trying Out Epiphenomenalism. In: Erkenntnis. Band 36, Nr. 3: Special Issue on Mental Causation. Mai 1992, S. 283–309, JSTOR:20012411.
- Was macht Bewußtsein zu einem Rätsel? In: Spektrum der Wissenschaft. Oktober 1992. Wiederabgedruckt in: Gehirn und Bewußtsein. Spektrum Akademischer Verlag, Heidelberg/Berlin/Oxford 1994, ISBN 3-86025-220-8, S. 172–180 (g21.de [PDF; 133 kB]); und in: Thomas Metzinger (Hrsg.): Bewußtsein. Beiträge aus der Gegenwartsphilosophie. 3., erg. Auflage. Paderborn u. a. 1996, ISBN 3-506-75513-7, S. 61–78.
- Untergräbt die Regie des Gehirns die Freiheit des Willens? In: Christof Gestrich und Thomas Wabel (Hrsg.): Freier Wille oder unfreier Wille? (= Berliner Theologische Zeitschrift. Beiheft 2005). Wichern Verlag, Berlin 2005, ISBN 3-88981-181-7, S. 20–36.
- Was bleibt von der analytischen Philosophie? In: Deutsche Zeitschrift für Philosophie. 2007, Heft III, S. 333–344.

### Als Romancier
Veröffentlicht unter dem Pseudonym Pascal Mercier:
- Perlmanns Schweigen. Roman. Albrecht Knaus, München 1995, ISBN 3-8135-2018-8.
- Der Klavierstimmer. Roman. Albrecht Knaus, München 1998, ISBN 3-442-72654-9.
- Nachtzug nach Lissabon. Roman. Hanser, München 2004, ISBN 3-446-20555-1.
- Lea. Novelle. Hanser. München 2007, ISBN 978-3-446-20915-2.
- Das Gewicht der Worte. Roman. Hanser, München 2020, ISBN 978-3-446-26569-1.